# Matthias Beck
Matthias Beck (5 ottobre 1981) è un ex calciatore liechtensteinese, di ruolo attaccante.

## Carriera

### Nazionale
Ha collezionato 19 presenze con la propria nazionale.

## Palmarès

### Allenatore

#### Competizioni nazionali
- Coppa del Liechtenstein: 1

Eschen/Mauren: 2011-2012